# Acer visianii
Acer visianii é uma espécie de árvore do gênero Acer, pertencente à família Aceraceae.